# Port paral·lel
Un port paral·lel és un tipus d'interfície trobat en ordinadors (personal i altres) per connectar diversos perifèrics. És també conegut com a port d'impressora o port Centronics. L'estàndard IEEE 1284 defineix la versió bidireccional del port.
Abans de l'adveniment de l'USB, el port paral·lel fou adaptat per accedir a diversos dispositius diferents de la impressora. Probablement un d'aquests primers dispositius va ser el «dongle», una clau electrònica per prevenció de còpies de programari. Les unitats Zip i els escàners van ser les primeres implementacions, i foren seguides per mòdems externs, targetes de so, webcams, joysticks, discs durs externs i unitats de CD-ROM.
El cable paral·lel és el connector físic entre el port paral·lel i el dispositiu perifèric. En un port paral·lel hi haurà una sèrie de bits de control en vies a part que aniran en ambdós sentits per camins diferents. La contraposició al port paral·lel hi ha el port sèrie que envia les dades bit a bit pel mateix fil, en canvi en el port paral·lel els bits viatgen junts amb paquets d'un byte

## Ports paral·lels unidireccionals
A principis, les línies de dades dels ports paral·lels eren unidireccionals (dades només de sortida) pel que no era fàcilment possible alimentar amb dades l'ordinador. No obstant això, una solució ha estat possible mitjançant l'ús de 4 de les 5 línies d'estat. Es podria construir un circuit per dividir cada byte de 8 bits en dos nibbles de 4 bits que es van alimentar de forma seqüencial a través de les línies d'estat. Cada parell de nibbles era llavors recombinat en un byte de 8 bits. Aquest mateix mètode (amb la divisió i recombinació feta en el programari) també es va utilitzar per transferir dades entre PCs mitjançant un Cable LapLink.

## Port paral·lel IDE
Existeix un altre port paral·lel fet servir pels ordinadors, el port paral·lel IDE, també anomenat PATA (Parallel ATA), que s'utilitza en la connexió de disc durs, unitats lectores/gravadores (CD-ROM, DVD), unitats magneto-òptiques, unitats ZIP i SuperDisk, entre la placa base de l'ordinador i el dispositiu.

## Port paral·lel SCSI
Un tercer port paral·lel molt usat en els ordinadors.